# Canton de Coucouron
Le canton de Coucouron est une ancienne division administrative française située dans le département de l'Ardèche et la région Rhône-Alpes.

## Géographie
Ce canton était organisé autour de la localité de Coucouron, son chef-lieu, dans l'arrondissement de Largentière. Canton situé dans la montagne ardéchoise, son altitude variait de 850 mètres à Issarlès à 1 412 mètres à Lanarce pour une altitude moyenne de 1 102 mètres.

## Histoire
De 1833 à 1848, les cantons de Coucouron et de Montpezat avaient le même conseiller général. Le nombre de conseillers généraux était limité à 30 par département.

## Représentation

### Conseillers généraux de 1833 à 2015
| Période | Période          | Identité                                                            | Étiquette    | Qualité |
| ------- | ---------------- | ------------------------------------------------------------------- | ------------ | --- |
| 1833    | 1840             | Comte Sosthène de Chanaleilles Marquis de Montpezat et de Chambonas |              | Ancien page du Roi Louis XVIII Officier (Lieutenant colonel du 4e régiment de chasseurs d'Afrique) Propriétaire à Paris |
| 1840    | 1848             | Marquis puis Comte Charles de Chanaleilles                          |              | Officier de cavalerie Pair de France                                                                                    |
| 1848    | 1867             | Martin Guérin                                                       |              | Notaire à Coucouron |
| 1867    | 1875             | Louis Clovis Vernet                                                 |              | Avocat - Maire de Largentière                                                                                           |
| 1875    | 1904             | Jean Louis Célestin Hilaire                                         | Conservateur | Juge de paix à Tournon-sur-Rhône                                                                                        |
| 1904    | 1925 (décès)     | Albert Ollier                                                       | Conservateur | Propriétaire - Maire d'Issarlès, conseiller d'arrondissement                                                            |
| 1925    | 1934             | Jules Enjolras                                                      | URD          | Propriétaire |
| 1934    | 1940             | Henri Eyraud                                                        | Conservateur | Notaire, Maire d'Issarlès Nommé conseiller départemental en 1942                                                        |
|         |                  |                                                                     |              | |
| 1945    | 1951             | Léon Reynaud                                                        | Conservateur | Négociant - Maire de Coucouron                                                                                          |
| 1951    | 1970             | Henri Eyraud                                                        | DVD          | Notaire, Maire d'Issarlès                                                                                               |
| 1970    | 1988             | Joseph Bonhomme                                                     | RI puis RPR  | Commerçant Maire de Coucouron                                                                                           |
| 1988    | 2004 (démission) | Jacques Genest                                                      | RPR          | Inspecteur central du Trésor Maire de Coucouron                                                                         |
| 2004    | 2008             | Albert Enjolras                                                     | UMP          | Retraité agricole Adjoint au Maire de Coucouron                                                                         |
| 2008    | 2015             | Jacques Genest                                                      | UMP          | Maire de Coucouron Président de la Communauté de Communes "Entre Loire et Allier"" Sénateur (2014-2020)                 |

### Conseillers d'arrondissement (de 1833 à 1940)
| Période                                  | Période | Identité                  | Étiquette      | Qualité |
| ---------------------------------------- | ------- | ------------------------- | -------------- | --- |
| 1833                                     | 1848    | Joseph Théophèdre Lourdin |                | Propriétaire à Coucouron                                                                                    |
|                                          |         |                           |                | |
| 1889                                     | 1904    | Albert Ollier             | Conservateur   | Propriétaire-éleveur, maire d'Issarlès                                                                      |
| 1904                                     | 1907    |                           |                | |
| 1907                                     | 1931    | Eugène Bonhomme           | Libéral        | Maire de Coucouron                                                                                          |
| 1931                                     | 1940    | Joseph Benoit             | Anticommuniste | Maire de Lespéron                                                                                           |
| 1940                                     |         |                           |                | Les conseils d'arrondissement ont été suspendus par la loi du 12 octobre 1940 et n'ont jamais été réactivés |
| Les données manquantes sont à compléter. |         |                           |                | |

## Composition
Le canton de Coucouron regroupait huit communes

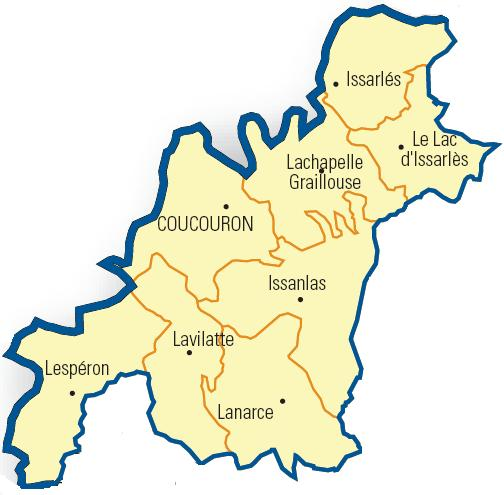
Carte du canton

| Nom                   | Code Insee | Intercommunalité      | Superficie (km2) | Population (dernière pop. légale) | Densité (hab./km2) |
| --------------------- | ---------- | --------------------- | ---------------- | --------------------------------- | ------------------ |
| Coucouron (chef-lieu) | 07071      | CC Montagne d'Ardèche | 23,89            | 848 (2014)                        | 35                 |
| Issanlas              | 07105      | CC Montagne d'Ardèche | 28,40            | 107 (2014)                        | 3,8                |
| Issarlès              | 07106      | CC Montagne d'Ardèche | 18,44            | 153 (2014)                        | 8,3                |
| Le Lac-d'Issarlès     | 07119      | CC Montagne d'Ardèche | 14,35            | 294 (2014)                        | 20                 |
| Lachapelle-Graillouse | 07121      | CC Montagne d'Ardèche | 20,48            | 207 (2014)                        | 10                 |
| Lanarce               | 07130      | CC Montagne d'Ardèche | 22,37            | 183 (2014)                        | 8,2                |
| Lavillatte            | 07137      | CC Montagne d'Ardèche | 18,60            | 80 (2014)                         | 4,3                |
| Lespéron              | 07142      | CC Montagne d'Ardèche | 24,99            | 316 (2014)                        | 13                 |

## Démographie
| 1962  | 1968  | 1975  | 1982  | 1990  | 1999  | 2006  | 2011  | 2012  |
| ----- | ----- | ----- | ----- | ----- | ----- | ----- | ----- | ----- |
| 3 398 | 3 095 | 2 665 | 2 401 | 2 211 | 2 057 | 2 165 | 2 228 | 2 211 |